# Vicenza Calcio 2002-2003
Questa pagina raccoglie i dati riguardanti il Vicenza Calcio nelle competizioni ufficiali della stagione 2002-2003.

## Stagione
La stagione 2002-2003 fu la seconda consecutiva nella serie cadetta per la squadra berica. Nell'estate 2002 arrivò sulla panchina biancorossa il tecnico Andrea Mandorlini. All'inizio del campionato il Vicenza si trovò nella zona bassa della classifica ma con il passare delle partite, grazie a 7 vittorie consecutive, si portò al primo posto in classifica a metà febbraio. Successivamente scivolò verso il basso in classifica, chiudendo il campionato in ottava posizione, frutto di 13 vittorie, 15 pareggi e 10 sconfitte. L'attacco vicentino emerse come il migliore del campionato con 55 gol realizzati. Il miglior marcatore vicentino risultò Stefan Schwoch autore di 23 reti, delle quali 4 in Coppa Italia e 19 in campionato. Nonostante militasse in Serie B, notevole fu il cammino del Vicenza nella Coppa Italia: vinse a punteggio pieno il secondo girone di qualificazione eliminando Albinoleffe, Venezia e Spezia; poi nel secondo turno superò il Parma nel doppio confronto grazie al Golden Gol di Paolo Cristallini; successivamente a dicembre negli Ottavi di finale ebbe la meglio contro il Bologna; mentre a gennaio nei Quarti di finale fu eliminato dalla Roma, togliendosi la soddisfazione di segnare al ritorno tre gol allo Stadio Olimpico.

## Divise e sponsor
Il fornitore di materiale tecnico per la stagione 2002-2003 fu Biemme, mentre lo sponsor ufficiale fu Caffè Vero.
| 1ª divisa | 2ª divisa |

## Organigramma societario
Area direttiva
- Presidente: Aronne Miola
- Vicepresidente: Alberto Ferrari
- Direttore generale: Rinaldo Sagramola
- Direttore sportivo: Renzo Castagnini
- Team manager: Silvano Caltran
- Addetto stampa: Massimiliano Lamola
- Segretario generale: Fabio Rizzitelli
- Segreteria di direzione: Anna Longhi e Silvia Scanagatta
- Amministrazione: Federico Marchesini
- Responsabile legale: Andrea Fabris
- Responsabile controllo gestione finanza: Elisabetta Fongaro
- Direttore commerciale: Darren Venn

Area tecnica
- Allenatore: Andrea Mandorlini
- Allenatore in 2ª: Ernesto Galli
- Preparatore dei portieri: Ermes Morini
- Allenatore Primavera: Domenico Di Carlo
- Preparatore atletico: Mauro Marini

Area sanitaria
- Responsabile sanitario: Pietro Fanton
- Medico sociale: Giovanni Ragazzi
- Massaggiatori: Robert Kindt e Francesco Visonà

## Rosa
| N. |                   | Ruolo | Calciatore           |
| -- | ----------------- | ----- | -------------------- |
| 1  | Italia (bandiera) | P     | Giorgio Sterchele    |
| 2  | Italia (bandiera) | D     | Alessandro Dal Canto |
| 3  | Italia (bandiera) | D     | Juri Tamburini       |
| 4  | Italia (bandiera) | D     | Claudio Rivalta      |
| 5  | Italia (bandiera) | D     | Roberto Bordin       |
| 6  | Italia (bandiera) | C     | Federico Crovari     |
| 7  | Italia (bandiera) | C     | Ivano Della Morte    |
| 7  | Italia (bandiera) | C     | Roberto Roverato     |
| 8  | Italia (bandiera) | C     | Paolo Cristallini    |
| 9  | Italia (bandiera) | A     | Stefan Schwoch       |
| 10 | Italia (bandiera) | C     | Antonino Bernardini  |
| 11 | Italia (bandiera) | A     | Roberto Colacone     |
| 13 | Italia (bandiera) | A     | Marco Veronese       |
| 14 | Italia (bandiera) | C     | Michele Marcolini    |
| 16 | Italia (bandiera) | D     | Matteo Rostirolla    |
| 17 | Italia (bandiera) | C     | Alessandro Sgrigna   |
| 18 | Italia (bandiera) | C     | Paolo Zanetti        |

| N. |                                | Ruolo | Calciatore              |
| -- | ------------------------------ | ----- | ----------------------- |
| 19 | Italia (bandiera)              | C     | Franco Semioli          |
| 20 | Italia (bandiera)              | C     | Gennaro Antonelli       |
| 21 | Italia (bandiera)              | C     | Luca Rigoni             |
| 22 | Italia (bandiera)              | D     | Christian Maggio        |
| 23 | Italia (bandiera)              | D     | Paolo Guastalvino       |
| 24 | Italia (bandiera)              | P     | Andrea Campagnolo       |
| 25 | Serbia e Montenegro (bandiera) | P     | Vlada Avramov           |
| 26 | Italia (bandiera)              | C     | Andrea Zanchetta        |
| 27 | Ghana (bandiera)               | A     | Abubakari Sadicki       |
| 29 | Italia (bandiera)              | A     | Massimo Margiotta       |
| 32 | Italia (bandiera)              | D     | Riccardo Fissore        |
| 33 | Paraguay (bandiera)            | A     | Julio Valentín González |
| 44 | Portogallo (bandiera)          | D     | Vasco Faísca            |
| 79 | Brasile (bandiera)             | A     | Jeda                    |
|    | Italia (bandiera)              | P     | Emanuele Lirussi        |
|    | Italia (bandiera)              | D     | Giuseppe Tammaro        |

## Risultati

### Serie B

#### Girone di andata
| Arbitro: | Palmieri (Cosenza) |

|             |           |  |
| Zanetti 35’ | Marcatori |  |

| Arbitro: | Bergonzi (Genova) |

|                    |           |                                                        |
| Fontana 65’ (rig.) | Marcatori | 9’ Jeda 27’ (rig.), 90+1’ (rig.) Schwoch 54’ Marcolini |

| Arbitro: | Morganti (Ascoli Piceno) |

|                              |           |                     |
| Casale 45’ (rig.) Alteri 48’ | Marcatori | 9’ (aut.) Oshadogan |

| Arbitro: | Bertini (Arezzo) |

|            |           |           |
| Schwoch 6’ | Marcatori | 21’ Maini |

| Siena 28 settembre 2002 5ª giornata | Siena          | 0 – 0 referto | Vicenza | Stadio Artemio Franchi (4 322 spett.)\| Arbitro: \| Palanca (Roma) \| |
| Arbitro:                            | Palanca (Roma) |               |         |                                                                       |

| Arbitro: | Castellani (Verona) |

|                    |           |         |
| Schwoch 53’ (rig.) | Marcatori | 39’ Baù |

| Arbitro: | Palanca (Roma) |

|                              |           |               |
| Zampagna 9’, 45’ (rig.), 87’ | Marcatori | 23’ Tamburini |

| Arbitro: | Tombolini (Ancona) |

|               |           |                            |
| Margiotta 62’ | Marcatori | 26’, 57’ Zauli 69’ Santana |

| Arbitro: | Palanca (Roma) |

|                                           |           |                                |
| Tamburini 13’ Jeda 54’ Schwoch 67’ (rig.) | Marcatori | 4’ Bocchetti 25’, 53’ Stellone |

| Arbitro: | Rizzoli (Bologna) |

|                                               |           |                                |
| Cossato 16’, 26’ Salgado 24’ (rig.) Vieri 71’ | Marcatori | 17’ (rig.), 55’ (rig.) Schwoch |

| Arbitro: | Dondarini (Finale Emilia) |

|               |           |            |
| Marcolini 46’ | Marcatori | 79’ Valdés |

| Arbitro: | Gabriele (Frosinone) |

|               |           |                         |
| Fantini 90+4’ | Marcatori | 61’ (rig.), 63’ Schwoch |

| Arbitro: | Cassarà (Palermo) |

|                           |           |           |
| Schwoch 43’ Marcolini 50’ | Marcatori | 73’ Zeoli |

| Genova 1º dicembre 2002 14ª giornata | Sampdoria           | 0 – 0 referto | Vicenza | Stadio Luigi Ferraris (18 651 spett.)\| Arbitro: \| Castellani (Verona) \| |
| Arbitro:                             | Castellani (Verona) |               |         |                                                                            |

| Vicenza 8 dicembre 2002 15ª giornata | Vicenza            | 0 – 0 referto | Livorno | Stadio Romeo Menti (5 651 spett.)\| Arbitro: \| Ayroldi (Molfetta) \| |
| Arbitro:                             | Ayroldi (Molfetta) |               |         |                                                                       |

| Arbitro: | Bergonzi (Genova) |

|             |           |             |
| Stovini 39’ | Marcatori | 50’ Schwoch |

| Arbitro: | Rizzoli (Bologna) |

|                                             |           |                                  |
| Zanchetta 16’ Jeda 69’, 81’ Margiotta 90+4’ | Marcatori | 7’ Esposito 76’ (rig.) Cammarata |

| Arbitro: | Cannella (Palermo) |

|  |           |               |
|  | Marcatori | 59’ Margiotta |

| Arbitro: | De Marco (Chiavari) |

|               |           |  |
| Margiotta 18’ | Marcatori |  |

#### Girone di ritorno
| Arbitro: | Rizzoli (Bologna) |

|  |           |                      |
|  | Marcatori | 52’ Semioli 81’ Jeda |

| Arbitro: | Dattilo (Locri) |

|                      |           |                 |
| Fissore 22’ Jeda 39’ | Marcatori | 90+2’ Bonfiglio |

| Arbitro: | Cannella (Palermo) |

|                                       |           |  |
| Jeda 79’ Schwoch 84’ Bernardini 90+4’ | Marcatori |  |

| Arbitro: | Castellani (Verona) |

|                                    |           |               |
| Bolić 10’ Graffiedi 54’ Magoni 57’ | Marcatori | 36’ Marcolini |

| Arbitro: | Collina (Viareggio) |

|               |           |           |
| Marcolini 40’ | Marcatori | 48’ Pinga |

| Arbitro: | Bertini (Arezzo) |

|                  |           |               |
| Fava Passaro 23’ | Marcatori | 89’ Margiotta |

| Arbitro: | Gabriele (Frosinone) |

|                               |           |            |
| Marcolini 78’ Margiotta 90+3’ | Marcatori | 28’ Amauri |

| Arbitro: | Pieri (Genova) |

|             |           |  |
| Morrone 43’ | Marcatori |  |

| Arbitro: | Trefoloni (Siena) |

|                                  |           |               |
| Montezine 10’ Dionigi 77’ (rig.) | Marcatori | 17’ Margiotta |

| Arbitro: | Dondarini (Finale Emilia) |

|                                     |           |              |
| Schwoch 27’, 88’ Margiotta 81’, 90’ | Marcatori | 34’ Cassetti |

| Arbitro: | Palmieri (Cosenza) |

|             |           |             |
| Córdova 13’ | Marcatori | 47’ Schwoch |

| Arbitro: | Tombolini (Ancona) |

|                                  |           |             |
| Schwoch 41’ (rig.) Zanchetta 59’ | Marcatori | 10’ Fantini |

| Arbitro: | Girardi (San Donà di Piave) |

|                                |           |             |
| Tamburini 28’ (aut.) Taldo 49’ | Marcatori | 86’ Schwoch |

| Arbitro: | Bolognino (Milano) |

|                    |           |                        |
| Schwoch 51’ (rig.) | Marcatori | 13’ Bazzani 52’ Pedone |

| Arbitro: | Rizzoli (Bologna) |

|                         |           |                         |
| Biliotti 51’ Melara 55’ | Marcatori | 34’ Schwoch 89’ Semioli |

| Arbitro: | Bolognino (Milano) |

|             |           |             |
| Semioli 77’ | Marcatori | 63’ Vučinić |

| Arbitro: | Bertini (Arezzo) |

|                             |           |  |
| Cammarata 2’ Suazo 72’, 78’ | Marcatori |  |

| Arbitro: | Dattilo (Locri) |

|                    |           |                           |
| Margiotta 83’, 89’ | Marcatori | 47’ Stendardo 55’ Improta |

| Arbitro: | Pellegrino (Barcellona Pozzo di Gotto) |

|             |           |               |
| Jiménez 16’ | Marcatori | 20’ Zanchetta |

### Coppa Italia
| Arbitro: | Brighi (Cesena) |

|  |           |                                     |
|  | Marcatori | 6’ Jeda 72’ Margiotta 78’ Zanchetta |

| Arbitro: | Girardi (San Donà di Piave) |

|                                         |           |             |
| Marcolini 38’ Zanchetta 42’ Schwoch 55’ | Marcatori | 30’ Araboni |

| Arbitro: | Castellani (Verona) |

|             |           |                            |
| Bertani 45’ | Marcatori | 69’ Zanchetta 86’ Veronese |

| Arbitro: | Farina (Novi Ligure) |

|                              |           |  |
| Veronese 11’ Jeda 67’ (rig.) | Marcatori |  |

| Arbitro: | Dondarini (Finale Emilia) |

|                             |           |                      |
| Bonazzoli 24’ Gilardino 63’ | Marcatori | 98’ (gg) Cristallini |

| Arbitro: | Cassarà (Palermo) |

|             |           |              |
| Schwoch 69’ | Marcatori | 57’ Bellucci |

| Arbitro: | Palanca (Roma) |

|  |           |                                |
|  | Marcatori | 88’ Sgrigna 90’ (rig.) Schwoch |

| Arbitro: | Ayroldi (Molfetta) |

|               |           |                             |
| Zanchetta 70’ | Marcatori | 40’ Montella 66’ Delvecchio |

| Arbitro: | Tombolini (Ancona) |

|                                                           |           |                                         |
| Delvecchio 10’, 21’, 37’ Emerson 39’, 79’ Cafu 89’ (rig.) | Marcatori | 5’ Jeda 44’ (rig.) Schwoch 75’ Veronese |

## Statistiche

### Statistiche di squadra
| Competizione | Punti | In casa | In casa | In casa | In casa | In casa | In casa | In trasferta | In trasferta | In trasferta | In trasferta | In trasferta | In trasferta | Totale | Totale | Totale | Totale | Totale | Totale | DR  |
| Competizione | Punti | G       | V       | N       | P       | Gf      | Gs      | G            | V            | N            | P            | Gf           | Gs           | G      | V      | N      | P      | Gf     | Gs     | DR  |
| ------------ | ----- | ------- | ------- | ------- | ------- | ------- | ------- | ------------ | ------------ | ------------ | ------------ | ------------ | ------------ | ------ | ------ | ------ | ------ | ------ | ------ | --- |
| Serie B      | 54    | 19      | 9       | 8       | 2       | 33      | 22      | 19           | 4            | 7            | 8            | 22           | 28           | 38     | 13     | 15     | 10     | 55     | 50     | +5  |
| Coppa Italia | -     | 4       | 2       | 1       | 1       | 7       | 4       | 5            | 3            | 0            | 2            | 11           | 9            | 9      | 5      | 1      | 3      | 18     | 13     | +5  |
| Totale       | -     | 23      | 11      | 10      | 3       | 40      | 26      | 24           | 7            | 7            | 10           | 33           | 37           | 47     | 18     | 16     | 13     | 73     | 63     | +10 |

### Statistiche dei giocatori
| Giocatore      | Serie A  | Serie A | Serie A     | Serie A    | Coppa Italia | Coppa Italia | Coppa Italia | Coppa Italia | Totale   | Totale | Totale      | Totale     |
| Giocatore      | Presenze | Reti    | Ammonizioni | Espulsioni | Presenze     | Reti         | Ammonizioni  | Espulsioni   | Presenze | Reti   | Ammonizioni | Espulsioni |
| -------------- | -------- | ------- | ----------- | ---------- | ------------ | ------------ | ------------ | ------------ | -------- | ------ | ----------- | ---------- |
| G. Antonelli   | 1        | 0       | 0           | 0          | 1            | 0            | 0            | 0            | 2        | 0      | 0           | 0          |
| V. Avramov     | 21       | -25     | 1           | 1          | 2            | -1           | 0            | 0            | 23       | -26    | 1           | 1          |
| A. Bernardini  | 31       | 1       | 2           | 0          | 5            | 0            | 1            | 0            | 36       | 1      | 3           | 0          |
| R. Bordin      | 31       | 0       | 6           | 2          | 7            | 0            | 2            | 0            | 38       | 0      | 8           | 2          |
| A. Campagnolo  | 5        | -6      | 0           | 1          | 4            | -10          | 0            | 0            | 9        | -16    | 0           | 1          |
| R. Colacone    | 8        | 0       | 0           | 0          | 2            | 0            | 0            | 0            | 10       | 0      | 0           | 0          |
| P. Cristallini | 18       | 0       | 9           | 1          | 6            | 1            | 1            | 0            | 24       | 1      | 10          | 1          |
| F. Crovari     | 5        | 0       | 2           | 0          | 4            | 0            | 0            | 0            | 9        | 0      | 2           | 0          |
| A. Dal Canto   | 2        | 0       | 0           | 0          | 1            | 0            | 0            | 0            | 3        | 0      | 0           | 0          |
| I. Della Morte | -        | -       | -           | -          | 2            | 0            | 0            | 0            | 2        | 0      | 0           | 0          |
| V. Faísca      | 30       | 0       | 5           | 1          | 4            | 0            | 2            | 1            | 34       | 0      | 7           | 2          |
| R. Fissore     | 22       | 1       | 8           | 1          | 6            | 0            | 1            | 0            | 28       | 1      | 9           | 1          |
| J. González    | -        | -       | -           | -          | 2            | 0            | 0            | 0            | 2        | 0      | 0           | 0          |
| P. Guastalvino | 16       | 0       | 5           | 2          | 6            | 0            | 0            | 0            | 22       | 0      | 5           | 2          |
| Jeda           | 35       | 8       | 2           | 0          | 8            | 3            | 0            | 0            | 43       | 11     | 2           | 0          |
| C. Maggio      | 5        | 0       | 1           | 0          | 2            | 0            | 1            | 0            | 7        | 0      | 2           | 0          |
| M. Marcolini   | 36       | 6       | 5           | 0          | 5            | 1            | 1            | 1            | 41       | 7      | 6           | 1          |
| M. Margiotta   | 32       | 11      | 3           | 0          | 8            | 1            | 1            | 0            | 40       | 12     | 4           | 0          |
| L. Rigoni      | 2        | 0       | 0           | 0          | -            | -            | -            | -            | 2        | 0      | 0           | 0          |
| C. Rivalta     | 31       | 0       | 10          | 1          | 6            | 0            | 1            | 0            | 37       | 0      | 11          | 1          |
| M. Rostirolla  | 3        | 0       | 0           | 0          | -            | -            | -            | -            | 3        | 0      | 0           | 0          |
| R. Roverato    | 5        | 0       | 0           | 0          | 3            | 0            | 0            | 0            | 8        | 0      | 0           | 0          |
| A. Sadicki     | 2        | 0       | 0           | 0          | -            | -            | -            | -            | 2        | 0      | 0           | 0          |
| S. Schwoch     | 33       | 19      | 6           | 1          | 7            | 4            | 1            | 0            | 40       | 23     | 7           | 1          |
| F. Semioli     | 31       | 2       | 0           | 0          | 3            | 0            | 0            | 0            | 34       | 2      | 0           | 0          |
| A. Sgrigna     | 2        | 0       | 0           | 0          | 3            | 1            | 0            | 0            | 5        | 1      | 0           | 0          |
| G. Sterchele   | 15       | -19     | 1           | 0          | 3            | -2           | 0            | 0            | 18       | -21    | 1           | 0          |
| J. Tamburini   | 30       | 2       | 4           | 1          | 6            | 0            | 0            | 0            | 36       | 2      | 4           | 1          |
| M. Veronese    | 17       | 0       | 1           | 0          | 7            | 3            | 0            | 0            | 24       | 3      | 1           | 0          |
| A. Zanchetta   | 35       | 3       | 6           | 1          | 9            | 4            | 1            | 0            | 44       | 7      | 7           | 1          |
| P. Zanetti     | 26       | 1       | 7           | 0          | 4            | 0            | 2            | 0            | 30       | 1      | 9           | 0          |